# 杭州苦竹
杭州苦竹（学名：Pleioblastus amarus var. hangzhouensis）为禾本科大明竹属下的一个变种。